# The World Jones Made
The World Jones Made (Lumea pe care a creat-o Jones) este un roman science fiction din 1956 al scriitorului american Philip K. Dick. Acesta examinează noțiuni ca precogniția, compasiunea și politica. A fost publicată pentru prima oară de Ace Books în Ace Double D-150 împreună cu Agent of the Unknown (Agentul Necunoscutului) de Margaret St. Clair. 

## Rezumat
Romanul are loc în anul 2002 pe un Pământ post-apocaliptic aflat atunci în viitor. Anterior a avut loc un conflict devastator care a implicat folosirea armelor atomice. Multe orașe americane au fost vizate, iar Republica Populară Chineză (și Uniunea Sovietică) s-au prăbușit, ducând la impunerea unui guvern mondial federal (Fedgov). 
În această distopie particulară, relativismul a apărut ca politică ortodoxă de guvernare. Despre relativism se spune că ar fi o filozofie morală și etică care afirmă că toată lumea este liberă să creadă ceea ce dorește, atâta timp cât nu forțează pe altcineva să încerce să urmeze acest principiu. Relativismul a devenit o lege stabilită după distrugerile războiului declanșat de ciocnirile ideologiilor. (Cu toate acestea, disidenții acestei politici ortodoxe ajung în lagăre de muncă forțată). Acest principiu sacrosanct este provocat de un om pe nume Floyd Jones, ale cărui afirmații despre viitor se dovedesc a fi corecte. 
Relativismul permite consumul legal de droguri cum ar fi heroina și marijuana, precum și vizionarea unor emisiuni sexuale live cu mutanți umani hermafrodiți. Datorită efectelor mutagene ale radiațiilor din timpul bombardamentelor nucleare din timpul războiului, mutanții își câștigă viața în industria divertismentului, deși un grup a fost supus deliberat ingineriei genetice pentru a li se permite ulterior să se stabilească (ca locuitori) pe planeta Venus. 
Doug Cussick este un agent Fedgov, iar relația sa cu Jones este subiectul acestui roman. Jones are abilități precognitive care i-au permis să vadă un an din viitor, ceea ce-i permite autorului să exploreze teme ca predestinarea, liberul arbitru și determinismul. 
Fedgov (și Jones) se confruntă cu forme de viață extraterestre aparent neinteligente numite Drifters, care se dovedesc a fi un fel de gamete al unei forme de viață extraterestre migratoare bazată pe spori. Distrugerea lor aparent inutilă duce la impunerea de către extratereștri a unei carantine forțate a rasei umane pe raza a câtorva sisteme stelare din apropiere. Prezența extratereștrilor Drifters în poveste îi oferă lui Jones un punct de reunire inițial pentru toți adepții lui xenofobi, precum și de a demonstra, în contextul evenimentelor următoare, că Jones este mult mai susceptibil să comită erori decât a fost dispus anterior să recunoască. Întreaga sa abordare a fost doar un joc de noroc de totul sau nimic în privința infailibilității puterilor sale precognitive. 
Jones prevede asasinarea sa cu un an înainte de a se întâmpla. Nu numai că nu încearcă să evite execuția, dar el o ușurează de fapt, punându-se în fața unui glonț destinat unui paznic. Acest lucru se întâmplă, totuși, numai după ce el și urmașii săi au creat un cult care să răstoarne Fedgov, ceea ce a dus la mutarea lui Doug, a soției sale Nina și a fiului lor de trei ani într-un habitat artificial de pe planeta Venus. 
Romanul pune întrebări legate de agenda lui Jones și de încredere, precum și în privința beneficiilor ambigue ale preciziei individuale.

## Ecranizare
În august 2009, Terry Gilliam a confirmat că intenționează să regizeze o adaptare a acestui roman într-un film. De atunci nu a mai existat nicio știre despre proiect. 